# 4 (album Smolika)
4 – czwarty solowy, studyjny album Andrzeja Smolika. Został wydany 10 listopada 2010 roku. Album zadebiutował na 3. miejscu listy OLiS w Polsce. Album uzyskał status złotej płyty.
Teledysk z udziałem Emmanuelle Seigner do utworu „Forget Me Not” wyreżyserował Paweł Edelman. Interaktywna wersja klipu została nagrodzona na Międzynarodowym Festiwalu Dave Awards jako najlepsze interaktywne video 2011 roku. Autorami nagrodzonej wersji są KisingerTwins (Kasia Kifert i Dawid Marcinkowski) i firma Unit9.

## Lista utworów
| 1.  | „S.O.S. Songs” gościnnie: Gaba Kulka                   | 03:48 |
|     |                                                        |       |
| 2.  | „Not Always Happy” gościnnie: Juan                     | 05:23 |
|     |                                                        |       |
| 3.  | „Memotion” gościnnie: Mika Urbaniak                    | 05:07 |
|     |                                                        |       |
| 4.  | „Forget Me Not” gościnnie: Emmanuelle Seigner          | 03:24 |
|     |                                                        |       |
| 5.  | „V Girl” gościnnie: Victor Davies                      | 03:47 |
|     |                                                        |       |
| 6.  | „Never Sing the Love Songs” gościnnie: Kasia Kurzawska | 05:01 |
|     |                                                        |       |
| 7.  | „Pirat Song” gościnnie: Sqbass                         | 04:26 |
|     |                                                        |       |
| 8.  | „Fades Away” gościnnie: Natalia Grosiak                | 04:34 |
|     |                                                        |       |
| 9.  | „A fotografia” gościnnie: Joao T. de Sousa             | 03:56 |
|     |                                                        |       |
| 10. | „L.O.O.T.T.” gościnnie: Kev Fox                        | 04:21 |
|     |                                                        |       |
|     |                                                        | 43:47 |
|     |                                                        |       |